# 连翘
连翘（学名：Forsythia suspensa），香港俗稱一串金，是木犀科连翘属植物。

## 形态

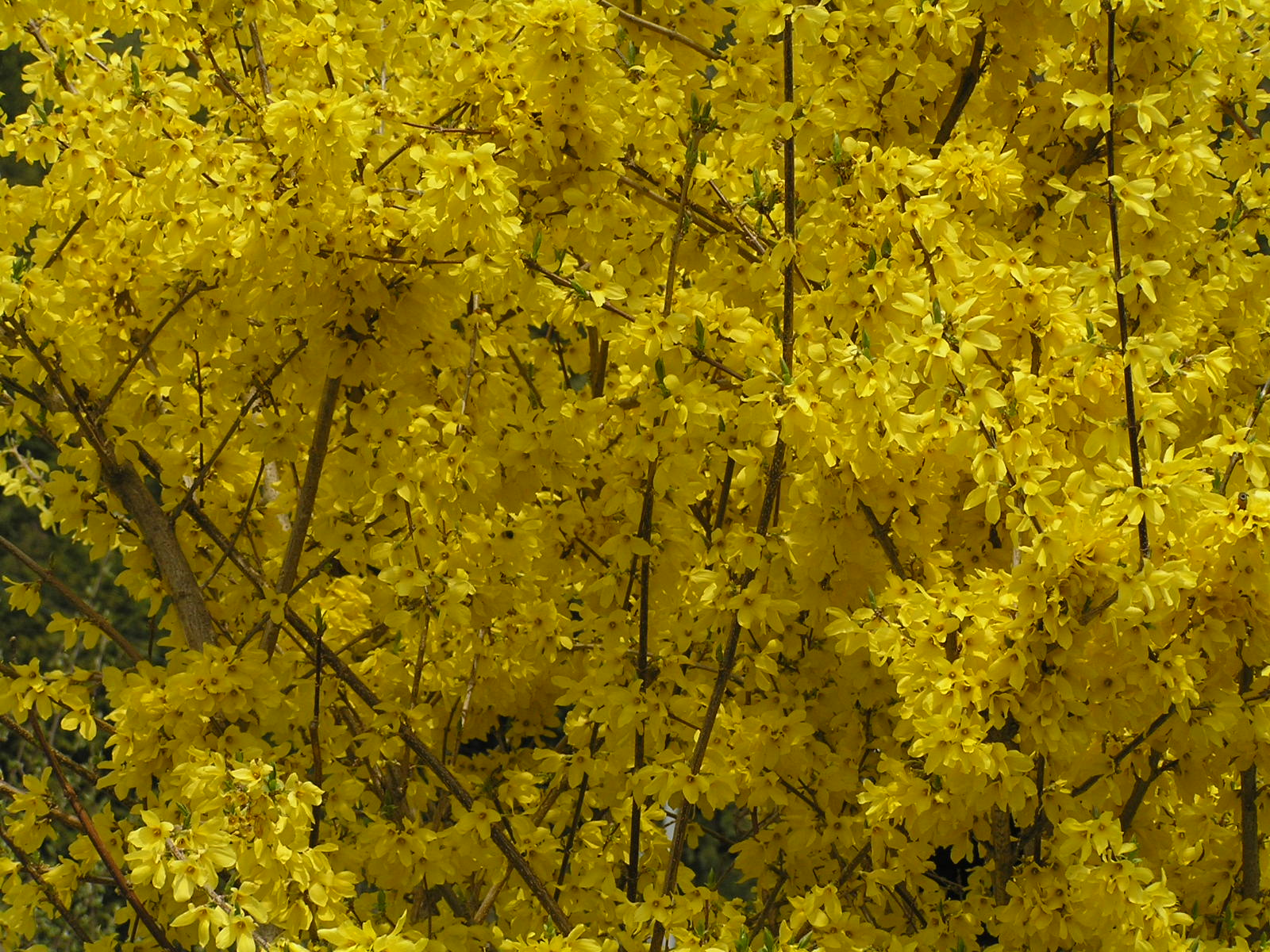
全开的连翘

落叶灌木，高2－4公尺。枝细长，开展或伸长，小枝稍四棱形；节间中空无髓。单叶对生，叶片完整或三全裂，具柄；叶片卵形、长卵形、广卵形至圆形，先端尖，基部楔形或圆形，边缘有不整齐锯齿，半草质。花先叶开放，腋生；花萼绿色，四裂片，长圆形或长圆状椭圆形，边缘有毛；花冠黄色，四裂片，倒卵状椭圆形，基部联合成筒，花冠内有橘红色条纹；兩雄蕊，着生于花冠基部，花丝极短；花柱细长，柱头二裂。蒴果狭卵形略扁，先端有短喙，成熟时兩瓣裂；种子多数，狭椭圆形，棕色，一侧有翅。花期3－5月；果期7－9月。

## 药用
連翹出自《神农本草经》，其别名又有旱连子、空翘、落翘、黄奇丹。为植物连翘Forsythia suspensa (Thunb.) Vahl的干燥果实。在中國大陸，分布于河北、山西、陕西、甘肃、宁夏、山东、江苏、河南、江西、湖北、四川及云南等省区。 

### 性味归经及功效
性味苦凉微寒，入肺、心、胆经。既善清热解毒，消痈散结，治疮痈、瘰疬。有“疮家圣药”之称；且清解热毒兼可升浮宣散透热，常用治外感风热、温病初起。脾胃虚寒或气虚疮疡脓稀者慎用。
连翘心善清心泻火，多用治热入心包之高热烦躁，为清疏兼能、表里气血两清之品。     

### 采集炮制
白露前采青绿果实，晒干，称“青翹”；寒露前采，熟透的果实，晒干，称“老翹”。生用。 青翘以色绿，无枝梗，不开裂者为佳。老翘以色黄，壳厚，瓣大，无种子，纯净无杂质者为佳。

### 古籍選錄
- 《神农本草经》：“主寒热，鼠瘘，瘰疬，痈肿恶疮，瘿瘤，结热，蛊毒。”
- 《珍珠囊》：“连翘之用有三：泻心经客热，一也；去上焦诸热，二也；为疮疡须用，三也。”
- 《医学衷中参西录》：“连翘，具升浮宣散之力，流通气血，治十二经血凝气聚，为疮家要药。能透肌解表，清热逐风，又为治风热要药。”

### 化学成分
含有挥發油，其主要成分为β-蒎烯、α-蒎烯等。尚含连翘酚等多种苯乙醇类、连翘苷等木脂类、三萜类及香豆素等。

### 药理作用
对金黄色葡萄球菌、肺炎双球菌、痢疾杆菌、人型结核杆菌、百日咳杆菌，以及流感病毒、鼻病毒、真菌等均有抑制作用。能明显抑制炎性渗出和增强小鼠吞噬炎症细胞能力。水溶液能降压，所含芦丁能增强毛细血管致密度。此外，还有解热、镇吐、利尿、抗肝损伤等作用。

## 氣象學
颱風簡拉維，自2021年「颱風天鵝」被除名後，颱風委員會決定用以上植物名稱韓語音譯代替。

## 延伸阅读
[在维基数据编辑]
 《欽定古今圖書集成·博物彙編·草木典·連翹部》，出自陈梦雷《古今圖書集成》
 《植物名實圖考·連翹》，出自吳其濬《植物名實圖考》